# Neonegeta trigonica
Neonegeta trigonica är en fjärilsart som beskrevs av George Francis Hampson 1905. Neonegeta trigonica ingår i släktet Neonegeta och familjen trågspinnare. Inga underarter finns listade i Catalogue of Life.